# Negativitijdperk
Negativitijdperk is het debuutalbum van Negativ, dat in 2006 uitkwam. Het album werd grotendeels geproduceerd door producer Giorgio Tuinfort. Op de cd komen ook Lange Frans, Ebon-E, C-Ronic en Sat-R-Day voor.

## Albumoverzicht
| #  | Titel                     | Lengte | Guest Performer(s) |
| -- | ------------------------- | ------ | ------------------ |
| 1  | Negativitijdperk          | 4:31   |                    |
| 2  | Onbreekbaar               | 4:05   |                    |
| 3  | Dingen Gedaan             | 3:32   |                    |
| 4  | Je Weet Niet Wie Ik Ben   | 4:14   |                    |
| 5  | Lukt Je Toch Niet         | 4:04   | Sat-R-Day          |
| 6  | Ga Maar Los               | 3:59   |                    |
| 7  | Kijk Eens Om Je Heen      | 4:20   | Ebon-E             |
| 8  | Pimp                      | 3:48   |                    |
| 9  | Loyaliteit                | 4:11   | C-Ronic            |
| 10 | Links Rechts              | 2:46   |                    |
| 11 | Niet Klaar Voor           | 3:26   |                    |
| 12 | Alles Wat Je Hebt         | 3:24   | Lange Frans        |
| 13 | Hou Het Echt              | 4:28   | Ebon-E             |
| 14 | Niks Is Wat Het Zijn Moet | 3:58   | Ebon-E             |